# The Dark Side of the Moon

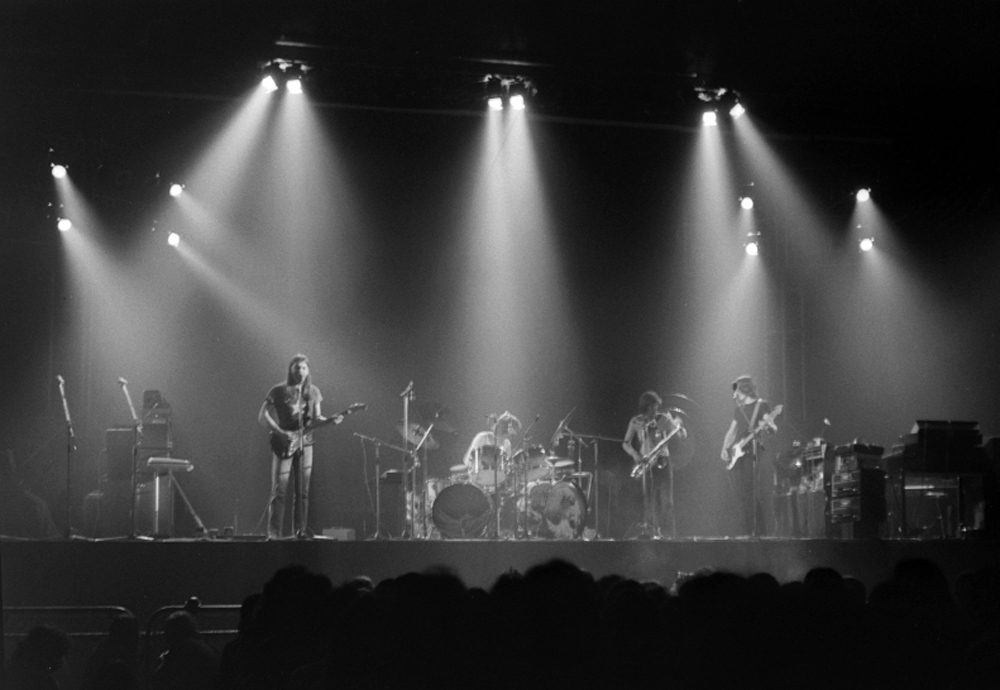
A The Dark Side of the Moon-előadás az Earls Courton, röviddel az album megjelenése után, 1973-ban. Balról jobbra: David Gilmour, Nick Mason, Dick Parry és Roger Waters

A The Dark Side of the Moon a Pink Floyd első koncepcióalbuma, mely 1973. március 24-én jelent meg. Központi témája a mindennapi életben ránk nehezedő nyomás, az idő, a pénz, a háború, az őrület és a halál.
Nagyon sok rajongó szerint ez a zenekar legjobb munkája, még a The Wall-nál is jobb. Eredeti címe Eclipse: A Piece for Assorted Lunatics volt. Ez az album a rockzene egyik mérföldköve: vannak rajta rádióban gyakran hallható rockdalok, mint a Time, a Money, az Us and Them és (a korábbi címadó) Eclipse, konkrét zene-i hangok, és a mindezt átszövő, de korántsem elidegenítő elektronikusság. Az album híd a „klasszikus” blues-rock és az elektronikus zene között. Az albumot a kitűnő zene és a mély szövegek teszik egyedülállóvá.
A Dark Side of the Moon-ból adták el világszerte a második legtöbbet, Amerikában a legtöbbször eladott albumok listáján a 17. helyen van (tizenötszörös platinalemez). A Billboard Top 200-as listáján és a Billboard Poplemezek listáján is az 1. helyezést érte el. A 2003-as Hybrid SACD kiadás szintén 1. lett, és csak Amerikában 800 ezret adtak el belőle. Az album 1973-as megjelenésétől világszerte 50 millió példányt adtak el belőle. 2003-ban 250 ezer példány kelt el, és 2004-ig hetente 8000 darabot vettek belőle. Ezek szerint az 50 évesnél fiatalabb amerikaiak közül minden 14. embernek van belőle egy példánya. Világviszonylatban a második legsikeresebb albumnak tekinthető, mivel csak Michael Jackson Thriller című albumából vásároltak többet az emberek.
Szerepel az 1001 lemez, amit hallanod kell, mielőtt meghalsz című könyvben.

## A koncepció
A Dark Side of the Moon egy konceptalbum. Középpontjában az emberiség hibái és az élet nagy megpróbáltatásai állnak: halandóság, vallás, pénz, öregedés, társadalom és konfliktusok. Az On the Run az üldözők elől való menekülést mutatja be. A Time elmondja, milyen gyorsan múlik el az élet. A The Great Gig in the Sky témája a vallás és a halál. A Money a világban tapasztalható kapzsiságról szól, és arról, hogy a pénz „minden gonoszság gyökere”. Az Us and Them egyéni konfliktusokkal és a háborúval foglalkozik. Az albumnak 10 (néhány kiadáson 9) dala van, de jobb úgy fogalmazni, hogy az album egy egész mű, melynek tíz (vagy kilenc) „tétele” van.
A Dark Side of the Moon témáját részben Syd Barrett korai távozása adta. Az album témájáról Nick Mason konyhájában kezdtek beszélni.

## A felvételek
Az albumot a londoni Abbey Road Studiosban vették fel 1972 júniusa és 1973 januárja között. Az albumon az addigi legkülönlegesebb felvételi technikák kaptak helyet: például amikor valaki a mikrofon körül fut, vagy amikor több órát hallhatunk egyszerre megszólalni. Egy kvadrofon kiadás is készült, azon néhány keverés is más. A felvételek alkalmával a Pink Floyd sok effektet tökéletesített: az ének- és gitárszólamok duplázását (David Gilmour teljes harmóniában van önmagával), a flanger énekhangot, a visszhangot és a hang panorámáját a két csatorna között. Sokan ezzel az albummal tesztelik hi-fi berendezésük hangminőségét.
Az album másik érdekessége a dalok között és alatt hallható beszédfoszlányok sorozata. Roger Waters több filozofikus kérdést tett fel az album témáival kapcsolatban azoknak, akik épp a stúdióban voltak. Az egyik roadie, "Roger The Hat" többször is hallható: „give 'em a quick, short, sharp, shock…”, „live for today, gone tomorrow, that's me…” („élj a mának, holnap úgyis meghalhatsz, ez vagyok…”). Az utolsó szívdobbanásokat kísérő szavak – „there is no dark side of the Moon really… matter of fact it's all dark” („a Holdnak nincs is sötét oldala… ott mindenhol sötét van”) – a stúdió portásától, Gerry Driscoll-tól származnak. Paul McCartney-t is megkérdezték, de az ő válaszai túl mesterkéltek voltak, így nem kerültek az albumra. Viszont McCartney zenésztársának, Henry McCullough-nak a válasza hallható: „I don't know, I was really drunk at the time” ("Nem tudom, akkor eléggé részeg voltam").

## A siker
Amerikában a Dark Side of the Moon minden idők 17. legsikeresebb lemeze, 741 hetet töltött a Billboard Top 200-as listáján, ebből 591 egymást követő héten. 1. helyet ért el Amerikában, Belgiumban és Franciaországban, de egy változtatás miatt csak aranylemez lett. Az album még a platinalemez bevezetése, tehát 1976. január 1-je előtt jelent meg. 1990-ben platinalemez, 1999-ben gyémántlemez lett. 2002-ben Amerikában 400 ezret adtak el belőle, így abban az évben a 200. lett a legtöbbször eladott albumok listáján. A 2003-ban kiadott Hybrid SACD verzióból csak Amerikában több, mint 800 ezer darabot adtak el. A Time, a Money, az Us and Them a rádiós kívánságműsorok kedvencei lettek (a Money Amerikában kislemezként is sikeres volt). A Dark Side of the Moon ma már 15-szörös platinalemez Amerikában.
A 30. évfordulóra megjelentetett Hybrid SACD (Super Audio CD) változatot 5.1 csatornás DSD surround hangzással adták ki, amit az eredeti 16 sávos mesterszalagok felhasználásával hoztak létre. Ezt az eredeti hangmérnök, Alan Parsons helyett James Guthrie készítette, így néhány változtatást eszközöltek. Ez a kiadás 2003-ban négy Surround Music Díjat nyert.
1997-ben minden idők 6. legjobb albumának választották a Music of the Millennium szavazáson, melyet a His Master's Voice, a Channel 4, a The Guardian és a Classic FM rendezett. 1998-ban a Q Magazine olvasói a 10. helyre, 2001-ben a VH1 televíziós hálózat pedig az 51. helyre rangsorolta.
2003-ban a VH1 amerikai zenecsatorna a Dark Side of the Moon borítóját minden idők 4. legjobb albumborítójának választotta. Ugyanebben az évben egy DVD is megjelent, melyben interjúk láthatók a Pink Floyd négy tagjával, Alan Parsonsszel, Storm Thorgersonnal és Chris Thomasszal az album készítéséről.

## Élő felvétel
Bár a zenekar az album teljes hanganyagát 1972 és 1974 közötti turnéin rendszeresen játszotta, erről rádiófelvétel bár igen, de hivatalos kiadvány nem készült – egészen a 2011-12-es „Why Pink Floyd?” kampányig, aminek Experience és Immersion doboza a Dark Side Of The Moon műsor teljes, 1974-es koncertfelvételét is tartalmazta (lásd a kampány angol szócikkét!).

## Érdekességek
Ha az albumot egyszerre hallgatjuk az Óz, a nagy varázslóval, a film képei gyakran szinkronban vannak a zenével és a szöveggel. Miután néhányan rájöttek erre, ezt a részt Dark Side of the Rainbownak vagy Dark Side of Oznak nevezték el. A zenekar szerint ez csupán véletlen.

## Az album dalai
|     | Cím                      | Szerző(k)                                   | Hossz |
| --- | ------------------------ | ------------------------------------------- | ----- |
| 1.  | Speak to Me              | Nick Mason                                  | 1:00  |
| 2.  | Breathe                  | David Gilmour, Roger Waters, Richard Wright | 2:59  |
| 3.  | On the Run               | Gilmour, Waters                             | 3:35  |
| 4.  | Time                     | Gilmour, Mason, Waters, Wright              | 7:04  |
| 5.  | The Great Gig in the Sky | Wright                                      | 4:48  |
| 6.  | Money                    | Waters                                      | 6:24  |
| 7.  | Us and Them              | Waters, Wright                              | 7:49  |
| 8.  | Any Colour You Like      | Gilmour, Mason, Wright                      | 3:26  |
| 9.  | Brain Damage             | Waters                                      | 3:50  |
| 10. | Eclipse                  | Waters                                      | 2:04  |

Néhány kiadáson a szerzőségi adatok eltérhetnek: a Speak to Me-hez és a The Great Gig in the Sky-hoz Roger Waters-t, az On the Run-hoz pedig Richard Wright-ot is oda szokták írni.
Mivel az eredeti albumnak két oldala volt, ezért a The Great Gig in the Sky és a Money között szünet volt. A digitális újrakeverésnél Alan Parsons átfedést alkalmazott köztük. A munkát James Guthrie és Doug Sax felügyelte.
Későbbi CD kiadásokon az Eclipse után hallani lehet a Beatles Ticket to Ride című dala nagyzenekari változatának hangfoszlányait. Hogy miért, azt nem tudni, lehet, hogy véletlen bekapcsolva hagyták a mikrofonokat.

## Helyezések
Album – Billboard (Amerika)
| Év   | Lista       | Helyezés |
| ---- | ----------- | -------- |
| 1973 | Pop Albumok | 1        |

Kislemez – Billboard (Amerika)
| Év   | Kislemez | Lista          | Helyezés |
| ---- | -------- | -------------- | -------- |
| 1973 | Money    | Pop Kislemezek | 13       |
| 1974 | Time     | Pop Kislemezek | 101      |

## Idézetek
- „Nagyon jól kiegyensúlyozott és jól felépített darab, hangulatilag és zeneileg egyaránt. Nyilvánvaló, milyen emberi. Teljesen kielégítő. Azt hiszem, ez volt az első album ebből a fajtából. Gyakran az S.F. Sorrow-t tartják annak a The Pretty Things-től – ugyanabban a stúdióban készültek, nagyjából ugyanakkor – de azt hiszem, ez volt az első teljesen egybefüggő album. Egy koncept album, haver! Mindig is tudtam, hogy sikeres lesz. Ugyanezt éreztem a The Wall-lal kapcsolatban is.[…] De persze a Dark Side of the Moon meg is ölte a Pink Floydot. Minden zenekar álma, hogy ilyen sikeres legyen. És ha sikerül, akkor vége is az egésznek. Így utólag visszatekintve azt hiszem, a Pink Floyd akkor szűnt meg.” – Roger Waters és Chris Salewicz, 1987. június

Az S.F. Sorrow 1968-ban jelent meg és ugyanakkor készült, mint a debütáló The Piper at the Gates of Dawn.
- „Minden albumunk egy lépés volt a Dark Side of the Moon felé. Mindig tanultunk valami újat és ezáltal egyre jobbak lettünk.” – Richard Wright
- „Néha elnézem a több kamionnyi felszerelést, és azt mondom magamban: »Úristen, de hiszen csak egy orgonán játszom«.” – Richard Wright a turné alatt
- „Sohasem ülök le úgy, hogy most írok egy dalt. Az ötletek maguktól jönnek, és lehet hogy az egyiket jónak tartom. Az utolsó versszak megírása néha felér egy rémálommal.” – Roger Waters

## Közreműködők
- Roger Waters – basszusgitár, ének, VCS-3, szalagos effektek
- David Gilmour – gitár, ének, billentyűs hangszerek, VCS-3
- Richard Wright – billentyűs hangszerek, ének, VCS-3
- Nick Mason – dob, ütőhangszerek, szalagos effektek
- Dick Parry – szaxofon a Moneyn és az Us and Them-en
- Clare Torry – ének a The Great Gig in the Sky-on
- Doris Troy – vokál
- Barry St. John – vokál
- Lesley Duncan – vokál
- Liza Strike – vokál

## Produkció
- Alan Parsons – hangmérnök
- Peter James – asszisztens
- Chris Thomas – keverés
- Hipgnosis – fotók, design
- George Hardie – illusztrációk
- Storm Thorgerson – design a 20. és 30. évfordulós kiadáson
- Jill Furmanosky  – fotók
- David Sinclair – kommentár az új CD-kiadáson